# Авду
Авду (на гръцки: Αβδού) е село в Република Гърция, разположено на остров Крит, дем Херсонисос. Селото има население от 431 души.

## Личности
Родени в Авду
- Йоанис Дафотис (1868 – 1927), гръцки революционер